# Bosco di Rifreddo
Bosco di Rifreddo este o arie protejată (arie specială de conservare — SAC, sit de importanță comunitară — SCI) din Italia întinsă pe o suprafață de 520 ha, integral pe uscat.

## Localizare
Centrul sitului Bosco di Rifreddo este situat la coordonatele 40°33′55″N 15°49′46″E / 40.5653°N 15.8294°E.

## Înființare
Situl Bosco di Rifreddo a fost declarat sit de importanță comunitară în septembrie 1995 pentru a proteja 37 de specii de animale. Situl a fost protejat și ca arie specială de conservare în septembrie 2013.

## Biodiversitate
Situată în ecoregiunea mediteraneană, aria protejată conține 4 habitate naturale: Păduri de fag din Apenini cu Taxus și Ilex, Pajiști uscate seminaturale și facies de acoperire cu tufișuri pe substraturi calcaroase (Festuco-Brometalia) (* situri importante pentru orhidee), Păduri pe pante, grohotișuri și ravene de Tilio-Acerion, Păduri panonice-balcanice de stejar turcesc - stejar sesil.
La baza desemnării sitului se află mai multe specii protejate:
- păsări (34): uliu păsărar (Accipiter nisus), ciuf-de-pădure (Asio otus), șorecarul comun (Buteo buteo), sticlete (Carduelis carduelis), Certhia brachydactyla, porumbel gulerat (Columba palumbus), corb (Corvus corax), cuc (Cuculus canorus), pițigoi albastru (Cyanistes caeruleus), ciocănitoare pestriță mare (Dendrocopos major), Dryobates minor, presură bărboasă (Emberiza cirlus), măcăleandru (Erithacus rubecula), vânturel roșu (Falco tinnunculus), muscar-gulerat (Ficedula albicollis), cinteză (Fringilla coelebs), gaiță (Garrulus glandarius), Leiopicus medius, gaia roșie (Milvus milvus), codobatură de munte (Motacilla cinerea), grangur (Oriolus oriolus), pițigoi mare (Parus major), vrabie (Passer domesticus), coțofană (Pica pica), ciocănitoarea verde (Picus viridis), pițigoi sur (Poecile palustris), țiclete (Sitta europaea), huhurez mic (Strix aluco), silvie cu cap negru (Sylvia atricapilla), silvie-mică (Sylvia curruca), mierlă (Turdus merula), sturz-cântător (Turdus philomelos), sturzul de vâsc (Turdus viscivorus), pupăză (Upupa epops)
- amfibieni (1): Salamandrina terdigitata
- mamifere (1): lupul (Canis lupus)
- reptile (1): șarpele cu patru dungi (Elaphe quatuorlineata)

Pe lângă speciile protejate, pe teritoriul sitului au mai fost identificate 31 de specii de plante, 2 specii de amfibieni, 8 specii de mamifere, 1 specie de nevertebrate, 4 specii de reptile.